# Заволжье (Чебоксары)
Заволжье (чув. Йӑлӑм) — территория, подчинённая городу Чебоксары (Московскому району), в Чувашии. Входит в состав городского округа города Чебоксары.
Включает в себя земли на противоположном от города левобережье реки Волги.
Территория заволжской части Чувашии составляет 454,54 км² (45454,35 га). Из них 57,47 км² (5747,4072 га) находятся в административном подчинении города Чебоксары, образуя Заволжское территориальное управление с центром в посёлке Сосновка. Здесь проживает около 5100 человек.
В Заволжье расположено более 30 объектов для отдыха (пансионатов, санаториев, баз отдыха, детских оздоровительных лагерей) находящихся в ведомственном подчинении.

## Состав
- пгт Сосновка
- посёлок Северный
- пригородный микрорайон Октябрьский
- пригородный микрорайон Первомайский
- пригородный микрорайон Криуши
- лесные кордоны

## Памятники природы

### Озеро Большое Лебединое (Лебединское)
Расположено в 11 км севернее посёлка Сосновка (56.268933, 47.302641). По происхождению озеро междюнное. Ширина — 600 м, объём — 86,0 тыс. м³. В 1916 году площадь озера составляла 50 га, в 2000 — 23 га. С западной стороны отходил длинный, закруглённый на конце залив, ныне превратился в кочковатое болото с травянистой растительностью, а само озеро приобрело сложную конфигурацию. Современная средняя глубина озера составляет 1,3 м, максимальная — 1,8 м. Озёрная котловина плоская, почти ровная. Озеро находится на стадии старения, заиления. Вода гидрокарбонатно-сульфатно-кальциевая. Минерализация 197,8 мг/л. Температура поверхностного слоя воды 23°С. Донные отложения представлены торфянистым, водорослево-глинистым сапропелем. Озеро опоясывает сплавина шириной до 40—50 м. В растительном покрове берегов преобладают осоки, сфагнум, из деревьев — берёза, осина. К сплавине примыкают заросли рдеста плавающего с небольшой примесью кувшинки белой, кубышки жёлтой. В озере водится карась.